# Casa de William R. Heath
A Casa de William R. Heath é uma casa projectada por Frank Lloyd Wright e construída entre 1904 e 1905. Localiza-se no conjunto do parque nacional de Delaware Park–Front Park System, nº 76, em Buffalo, no estado de Nova York. A obra segue o estilo arquitectónico da Prairie School.

## História
William Heath era um advogado que atuou como gerente de escritório e vice-presidente da Larkin Soap Company, em Buffalo. A mulher de Heath, Mary, era irmã de Elbert Hubbard, ex-executivo da Larkin. Hubbard tinha ainda outra irmã, casada com o presidente da companhia John D. Larkin. Hubbard aposentou-se em 1893 e fundou o Movimento Roycroft, uma comunidade de Arts & crafts em East Aurora.
Heath foi introduzido a Wright pelo parceiro da Larkin Company, Darwin D. Martin. Heath residia em Chicago e teve casualmente o seu cunhado de Oak Park na equipa de construção da J. J. Walser, Jr. House de Wright. Frank chegou a Buffalo em 1903 para a edificação da casa de Martin, tendo este desempenhado um papel fundamental na eleição de Wright para projetar o Larkin Administration Building, no núcleo de Buffalo, o primeiro grande projeto comercial de Frank Lloyd Wright. Wright foi então contratado por Heath para projetar a sua casa, e pouco tempo depois assalariado para outra obra de Larkin, a Walter V. Davidson House.